# Ophiacantha diplasia
Ophiacantha diplasia är en ormstjärneart som beskrevs av Hubert Lyman Clark 1911. Ophiacantha diplasia ingår i släktet Ophiacantha och familjen knotterormstjärnor. Inga underarter finns listade i Catalogue of Life.